# Félix de Belloy
Pour les articles homonymes, voir Belloy (homonymie).
 (septembre 2022).
Félix de Belloy, né en 1974, est un avocat et écrivain français.

## Activités
Avocat  depuis 2002, il a été élu premier secrétaire de la Conférence du stage du Barreau de Paris en 2004. Classé parmi les meilleurs pénalistes des affaires par les revues Chambers, Legal 500  et Best Lawyers, il est notamment intervenu dans les affaires Libor, Société Générale/LIA, CDR, Balkany, Biens mal acquis. En 2021, il a obtenu la relaxe d'Édouard Balladur dans l'Affaire Karachi.
Il a également mené plusieurs dossiers de défense des libertés fondamentales, obtenant notamment la relaxe d'un Français détenu trois ans à Guantanamo et la première condamnation de l'Etat français en raison des contrôles au faciès menés par la police.
En 2002, il a fondé l'association de soutien scolaire Proxité qu'il a présidée jusqu'en 2016. Implantée dans une vingtaine de villes, Proxité compte environ de 1500 bénévoles actifs.
En 2021, il est nommé président de L'Ilot, l'une des principales associations dans le domaine de la réinsertion des personnes sous main de justice et sortants de prison.
Il a publié trois romans aux éditions Robert Laffont : La Gifle au bon Dieu (avril 2003), Le soleil est une femme (janvier 2009), traduit en italien (Del Vecchio Editore, 2011), et Divines Surprises, paru en janvier 2019. Il est également coauteur et narrateur de la série télévisée La Folle Histoire des Lois, produite par Blagbuster, et diffusée sur Public Sénat à partir d'octobre 2015. 
Le 30 novembre 2019 il est fait chevalier de l'ordre national du mérite sur le contingent du Premier Ministre.